# Claudine (manga)
Claudine (クローディーヌ...!?, Kurōdīnu...!) è un manga drammatico ambientato a cavallo tra il XIX e il XX secolo in Francia; scritto da Riyoko Ikeda, è stato serializzato sulla rivista per manga shōjo Margaret di Shūeisha e pubblicato in volume unico il 20 maggio 1978. In Italia è stato introdotto da RW Edizioni che l'ha edito il 17 maggio 2014.

## Trama
La storia ruota attorno alle vicende di un ragazzo il cui genere assegnato alla nascita è femminile di nome Claudine, il quale è sempre cresciuto nella ferma convinzione d'essere un maschio: la madre, un po' preoccupata da quest'idea fissa del figlio, lo porta da un medico perché lo visiti, ma questi non può far altro che constatare che il bambino è in perfetta salute: non trova davvero niente di sbagliato in lui. Il piccolo Claudine finisce invece per far amicizia con l'uomo, il quale gli racconta la storia della sua vita turbolenta, oltre ad un oscuro segreto riguardante proprio il padre del bambino, Auguste.
La prima donna di cui Claudine s'innamora è la sua cameriera Maura; il giovane arriva al punto di andar a dire ai suoi genitori di volerla sposare. In seguito s'innamora di Cecilia, una bibliotecaria, che è però l'amante di Auguste: il fratello di Cecilia, Louis, scoperta la relazione intrattenuta dalla sorella, colto da folle gelosia uccide entrambi gli amanti dando fuoco alla stanza in cui si trovano. Si verrà a sapere che Auguste aveva sedotto Louis quando questi era solo un ragazzetto e Claudine li aveva visti.
A scuola Claudine rimane affascinato da Sirene, e i due diventano amanti; Sirene finisce per innamorarsi di uno dei fratelli di Claudine. Il ragazzo, colto da sconforto, si uccide con un colpo di pistola, per liberarsi così di quel corpo che non ha mai sentito davvero come suo, essendo sempre stato l'unica cosa che gli ha sempre impedito di diventare un "uomo perfetto".

## Personaggi
Claudine (クローディン?, Kurōdīnu)
Ha sempre creduto di essere un maschio, e crescendo cercherà di cambiare il proprio aspetto per sembrare sempre più un uomo. Ha tre fratelli più grandi; è bello, affascinante ed estremamente intelligente.
Il dottore
Il medico che partecipa in più occasioni alla vita di Claudine.
Auguste de Montesse (オーギュスト・ド・モンテッセ?, Ōgyusuto do Montesse)
Padre di Claudine, membro d'un importante famiglia nobiliare, gestisce la piantagione affidatagli dal nonno. Ha sempre educato il figlio come se fosse un ragazzo; i due trascorrono molto tempo assieme a caccia, facendo equitazione e parlando di terre lontane. Una persona franca e diligente, con molti interessi.
La madre di Claudine
Si sa poco sul personaggio; lo porta dal dottore all'inizio della storia, e appare raramente nel resto della trama. Sembra accettare l'idea che Claudine si consideri un maschio, tranne quando lo trova stretto in un abbraccio romantico con una ragazza.
Andrew (アンドリュー?, Andoryū), Edward (エドワード?, Edowādo) e Thomas (トーマス?, Tōmasu)
I tre fratelli di Claudine, amano profondamente il fratello ed ammirano la sua sottile intelligenza; sostengono inoltre la sua convinzione d'essere un maschio.
Rosemarie (ローズマリー?, Rōzumarī)
Una ragazza che s'innamora, non corrisposta, di Claudine; cerca di escludere tutti gli altri pretendenti. Di tutte le ragazze è l'unica che capisce l'autentica natura transgender dell'amico, finendo con l'affermare che lui è "un vero uomo imprigionato all'interno del corpo d'una donna". Andrà poi a vivere a Parigi per lavorare in negozio: nelle ultime pagine la si vede andar a visitare la tomba di Claudine.
Cecilia Lachete (セシリア・ラシェテ?, Seshiria Rashete)
Lavora nella biblioteca di una scuola superiore, è la sorella di Louis. Claudine fa amicizia con lei, condividendo la stessa passione per i libri. È l'amante di Auguste.
Louis Lachete (ルイ・ラシェテ?, Rui Rashete)
Fratello di Cecilia. Quando per la prima volta incontra Claudine adolescente lo scambia per un ragazzo, credendolo il fidanzato di Rosemarie.
Maura (マウラ?)
Una giovane che lavora come domestica nella casa di Claudine.
Sirene (サイレン?, Sairen)
Una bella donna dai capelli neri che conosce Claudine durante una passeggiata per le vie di Parigi; s'incontrano nuovamente quando entrambi sono presentati ad un festa. I due finiscono per convivere assieme, fino a quando Sirene non s'innamora d'uno dei fratelli di Claudine.

## Edizioni
- Riyoko Ikeda, Claudine, collana Lady Collection, RW Edizioni, 2014, ISBN 978-88-6712-224-0.
- Riyoko Ikeda, Claudine, traduzione di Valentina Vignola, Edizioni BD, 2025, ISBN 978-88-349-3005-2.

La seconda edizione italiana include anche il manga in due parti Collage, della stessa autrice, uno spin-off di Orpheus - La finestra di Orfeo.